# Cleptes asianus
Cleptes asianus  (лат.) — вид ос-блестянок рода Cleptes из подсемейства Cleptinae.

## Распространение
Восточная Азия: Тайвань.

## Описание
Тело синевато-чёрного цвета (в том числе бедра и голени), имеет частичный фиолетовый металлический блеск. Жгутик усика от темно-коричневого до черного цвета. Тегулы и лапки коричневые. Нижний край наличника усечённый. Спинная поверхность проподеума грубо пунктированная с тупыми проподеальными углами. Пронотум сужается кпереди. У самок 4 видимых тергита (у самцов пять).
Таксон Cleptes asianus принадлежит к видовой группе asianus species-group (Móczár 2000a). Валидный видовой статус был подтверждён в 2013 году в ходе ревизии местной фауны  китайскими энтомологами Вейем и Ксю (Na-sen Wei, Zai-fu Xu; Department of Entomology, College of Natural Resources and Environment, South China Agricultural University, Гуанчжоу, Китай) и итальянским гименоптерологом Паоло Роза (Paolo Rosa; Бернареджо, провинция Монца-э-Брианца, Италия).